# Liste d'élections en 1960
Chronologie des élections
- 1956
- 1957
- 1958
- 1959
- 1960
- 1961
- 1962
- 1963
- 1964

Cette liste recense les élections organisées durant l'année 1960. Elle inclut les élections législatives et présidentielles nationales dans les États souverains, ainsi que les principaux référendums.
En Afrique, les élections participent du processus de transition vers l'indépendance en Somalie britannique (février), au Congo belge (mai), et dans la colonie britannique du Tanganyika (août).
Parmi les élections ayant une importance historique en 1960, l'élection présidentielle truquée en Corée du Sud au mois de mars provoque une révolte et la chute du régime autoritaire de Syngman Rhee. Le pays devient brièvement une démocratie. Au Ceylan, les élections législatives en juillet portent Sirimavo Bandaranaike au pouvoir. Elle devient la première femme au monde à diriger un gouvernement national (dans l'époque contemporaine).
Dans les États démocratiques, une alternance au pouvoir a lieu par le biais d'élections au Panama (mai), en Équateur (juin), au Ceylan (juillet), en Corée du Sud (août), au Brésil (octobre), aux États-Unis (novembre) et en Nouvelle-Zélande (novembre). Aux États-Unis, les républicains perdent la présidence avec l'élection du démocrate John F. Kennedy.
À l'inverse, plusieurs États organisent des élections à parti unique, où aucune candidature d'opposition n'est permise. C'est le cas notamment des pays à régime marxiste-léniniste : Viêt Nam du Nord (mai), Tchécoslovaquie (juin) et Mongolie (juin). C'est le cas aussi de régimes autoritaires conservateurs : La Côte d'Ivoire (novembre), sous Félix Houphouët-Boigny, est devenue officiellement un État à parti unique, tandis que le Salvador (avril) l'est également de facto.

## Par mois

### Janvier
| Date       | Pays  | Élections    | Contexte | Résultats                                                                                           |
| ---------- | ----- | ------------ | --- | --------------------------------------------------------------------------------------------------- |
| 17 janvier | Libye | Législatives | Les partis politiques sont interdits. Tous les candidats se présentent donc sans étiquette. Première élection au vote à bulletin secret. | Tous les ministres conservent leurs sièges de députés. Abdul Majid Kaabar demeure premier ministre. |

### Février
| Date       | Pays                | Élections    | Contexte | Résultats |
| ---------- | ------------------- | ------------ | --- | --- |
| 6 février  | Birmanie            | Législatives | En 1958, un régime militaire a été mis en place pour contrer l'instabilité politique qui menaçait le pays. Ces élections marquent le retour à un gouvernement civil et démocratique. | La faction dite « propre » de la Ligue anti-fasciste pour la liberté du peuple (gauche) remporte une majorité absolue des sièges, devançant la faction dite « stable » et les autres partis. U Nu devient premier ministre. |
| 17 février | Somalie britannique | Législatives | | La Ligue nationale somalie remporte une majorité absolue des sièges. Mohamed Ibrahim Egal devient premier ministre lorsque la colonie obtient son indépendance le 26 juin. L'État du Somaliland n'a toutefois pour vocation que d'être transitoire, et fusionne cinq jours plus tard avec la Somalie italienne pour former la Somalie indépendante. |
| 21 février | Cameroun            | Référendum   | Après l'indépendance du pays le 1er janvier, ce référendum propose la mise en place d'une république fédérale de type présidentiel.                                                  | La proposition est approuvée par 60,0 % des votants. Des élections législatives ont lieu en avril. |

### Mars
| Date    | Pays         | Élections      | Contexte | Résultats |
| ------- | ------------ | -------------- | --- | --- |
| 15 mars | Corée du Sud | Présidentielle | La Corée du Sud à cette date sévit sous un régime autoritaire. Syngman Rhee (Parti libéral : conservateur, autoritaire) a fait modifier la Constitution pour pouvoir briguer un quatrième mandat. Le seul candidat d'opposition, Cho Byeong-ok (Parti démocratique : conservateur) décède un mois avant le scrutin ; Syngman Rhee est donc le seul candidat. Il y a, par contre, plusieurs candidats pour la vice-présidence, et les élections sont truquées en faveur du candidat du Parti libéral, Lee Ki-poong. | Syngman Rhee est officiellement réélu avec 100 % des voix, et Lee Ki-poong élu vice-président avec officiellement 79,2 %. Le truquage des élections déclenche la Révolution d'avril, et la démission de Syngman Rhee le 26 avril. Lee Ki-poong se suicide. Les institutions du pays sont amendées pour introduire une république parlementaire : ce sera l'éphémère Deuxième République. Des élections législatives ont lieu en juin. |
| 19 mars | Ceylan       | Législatives   | | Alternance. Le Parti national uni (conservateur), qui a fait campagne en promettant d'expulser du pays les Tamouls d'origine indienne, obtient une majorité relative avec un tiers des sièges. Il ne parvient pas à former un gouvernement stable ; de nouvelles élections ont lieu en juillet. |
| 20 mars | Colombie     | Législatives   | C'est la période du Front national. Cet accord, qui a mis fin à la guerre civile, octroie par avance la moitié des sièges au Parti conservateur, et la moitié au Parti libéral. Les autres partis (notamment le Parti communiste) ne sont plus autorisés à participer aux élections, à moins de pouvoir présenter des candidats sous l'étiquette d'un des deux grands partis. Les élections deviennent une compétition entre les différentes factions des deux partis qui se partagent le pouvoir.                 | Comme prévu par l'accord, les conservateurs et les libéraux obtiennent chacun la moitié des sièges dans les deux chambres. |
| 27 mars | Argentine    | Législatives   | Soumis à une politique d'austérité économique, le pays fait face à une récession. Le péronisme demeure interdit ; ses partisans appellent donc à voter blanc. | L'Union civique radicale intransigeante (social-libérale), au pouvoir, subit un recul mais conserve une majorité absolue des sièges. Plus d'un quart des votants votent blanc. |

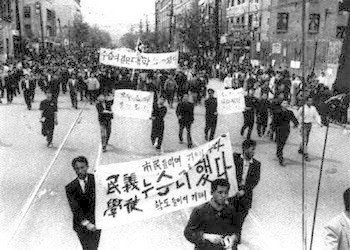
En Corée du Sud, la Révolution d'avril fait suite aux élections truquées du mois de mars, et entraîne un changement de régime.

### Avril
| Date     | Pays     | Élections      | Contexte | Résultats |
| -------- | -------- | -------------- | --- | --- |
| 10 avril | Cameroun | Législatives   | Premières élections après l'indépendance en janvier et la création d'une Assemblée nationale fédérale à la suite du référendum en février.                                                                                           | Le parti Union camerounaise, qui disposait d'une majorité relative à l'assemblée coloniale avant l'indépendance, remporte de justesse la majorité absolue des sièges. Les députés élisent le premier ministre sortant Ahmadou Ahidjo à la présidence de la République. Charles Assalé devient premier ministre.                                 |
| 24 avril | Laos     | Législatives   | Le Laos à cette date sévit sous un régime autoritaire et anticommuniste. Une petite partie de son territoire a été envahie par le Viêt Nam du Nord en 1958. Le Pathet Lao (communiste) n'est pas autorisé à prendre part au scrutin. | Le parti Comité pour la défense des intérêts nationaux (droite) remporte largement ces élections truquées. Somsanith Vongkotrattana (CDIN) devient premier ministre. Le capitaine Kong Le orchestre un coup d'État au mois d'août, avec pour objectif d'empêcher la guerre civile et de s'opposer à l'interventionnisme américain dans le pays. |
| 24 avril | Salvador | Législatives   | Le Salvador à cette date est une dictature militaire. Seule une opposition d'apparence est tolérée, et les élections sont truquées.                                                                                                  | Le Parti révolutionnaire de l'unification démocratique (parti de la junte) conserve tous les sièges. |
| 27 avril | Ghana    | Référendum     | Les citoyens sont invités à approuver ou refuser l'instauration d'une république, et donc la fin du statut du pays comme royaume du Commonwealth. Une élection présidentielle a lieu le même jour, en anticipation du résultat.      | La proposition est approuvée par 88,5 % des votants. Le pays devient une république le 1er juillet, tout en demeurant membre du Commonwealth des nations. |
| 27 avril | Ghana    | Présidentielle | L'élection se déroule alors que le Ghana, pleinement indépendant depuis 1957, n'est pas encore une république (voir ci-dessus). | Le premier ministre sortant Kwame Nkrumah (Parti de la convention populaire : socialiste, panafricaniste) est élu président avec 89,1 % des voix, face à J. B. Danquah (Parti unifié : union de divers mouvements d'opposition). |

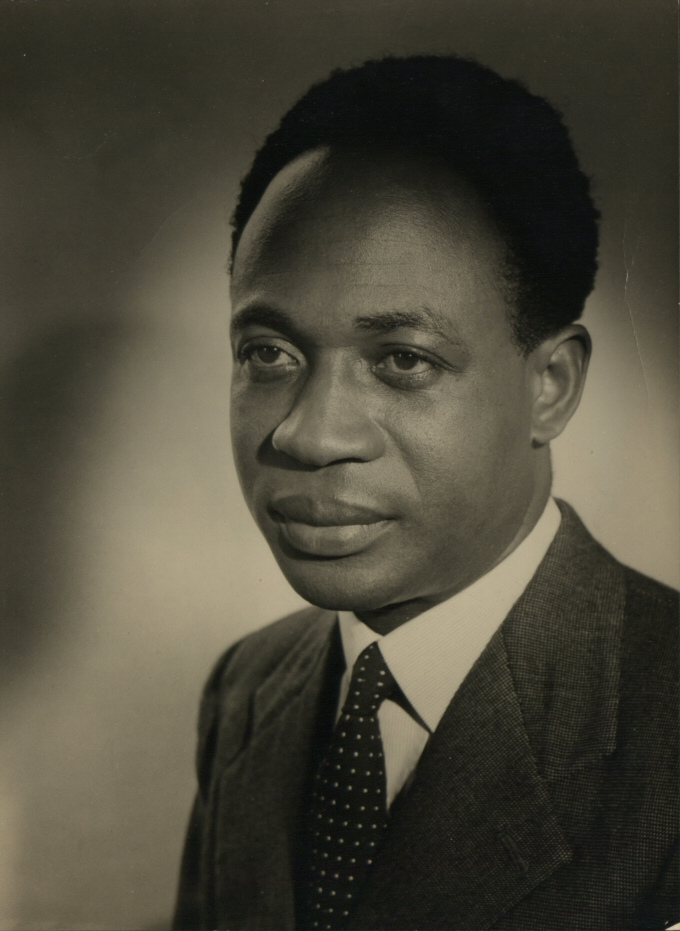
Kwame Nkrumah, l'un des principaux artisans du panafricanisme et du Mouvement des non-alignés, est élu président du Ghana en avril.

### Mai
| Date   | Pays             | Élections                      | Contexte | Résultats |
| ------ | ---------------- | ------------------------------ | --- | --- |
| 8 mai  | Viêt Nam du Nord | Législatives                   | Premières élections depuis 1946. Le Viêt Nam du Nord est un État à coalition unique. Seuls les candidats membres du Front de la Patrie, ensemble dirigé par le Parti communiste, sont autorisés à présenter des candidats. | Les candidats du Front de la Patrie remportent mécaniquement tous les sièges. Phạm Văn Đồng demeure premier ministre. |
| 20 mai | Panama           | Législatives et présidentielle | | Alternance. L'Union nationale d'Opposition, bloc de quatre partis d'opposition (libéraux, républicains conservateurs et nationalistes) obtiennent une majorité absolue des sièges. Leur candidat Roberto Francisco Chiari est élu président de la République avec 41,4 % des voix devant deux autres candidats.                                                                                |
| 22 mai | Congo belge      | Législatives                   | Ces élections visent à mettre en place le gouvernement qui mènera le pays après l'indépendance un mois plus tard. | Parlement sans majorité. Le Mouvement national congolais (nationaliste) termine en tête avec près d'un quart des sièges dans les deux chambres. Patrice Lumumba (MNC) devient premier ministre. Les deux chambres procèdent à l'élection du président de la République : Joseph Kasa-Vubu (Alliance des Bakongo : nationaliste, libéral-conservateur). Le pays devient indépendant le 30 juin. |

### Juin
| Date    | Pays            | Élections                      | Contexte | Résultats |
| ------- | --------------- | ------------------------------ | --- | --- |
| 5 juin  | Bolivie         | Législatives et présidentielle | | Le Mouvement nationaliste révolutionnaire (gauche) conserve la majorité absolue des sièges aux deux chambres. Son candidat Víctor Paz Estenssoro est élu président de la République avec 76,1 % des voix, face à quatre autres candidats. |
| 5 juin  | Cambodge        | Référendum                     | Le référendum demande aux citoyens de choisir entre les propositions politiques générales de Norodom Sihanouk, de son adversaire républicain et anticommuniste Son Ngoc Thanh, ou des communistes, ou bien de voter « indifférent ». La mesure vise à donner à Norodom Sihanouk une légitimité pour conserver le pouvoir. | Les résultats officiels indiquent que les citoyens se sont prononcés à 100 % en faveur de Norodom Sihanouk, avec un taux de participation de 91,9 %. Il devient formellement chef de l'État le 20 juin. |
| 5 juin  | Équateur        | Présidentielle                 | | Alternance. José María Velasco Ibarra (Fédération nationale vélasquiste : conservateur) est élu avec 48,2 % des voix, devant trois autres candidats. |
| 12 juin | Tchécoslovaquie | Législatives                   | La Tchécoslovaquie à cette date est un État à coalition unique. Tous les partis autorisés sont membres du Front national, dominé par le Parti communiste. Les autorités présentent une liste unique de candidats et la soumettent à l'approbation des citoyens. Aucune candidature d'opposition n'est possible.           | Les candidats sont déclarés élus, avec officiellement 99,9 % de suffrages favorables et un taux de participation de 99,7 %. Les communistes obtiennent plus des deux tiers des sièges, les autres revenant aux autres partis du Front ou à des candidats sans étiquette approuvés par celui-ci. Viliam Široký demeure premier ministre.                                                      |
| 19 juin | Mongolie        | Législatives                   | La Mongolie à cette date est un État à parti unique. Les autorités présentent une liste unique de candidats et la soumettent à l'approbation des citoyens. Aucune candidature d'opposition n'est possible. | Les candidats sont déclarés élus, avec officiellement un taux de participation de 100%. La très grande majorité des sièges reviennent au Parti révolutionnaire du peuple mongol (marxiste-léniniste), seul parti autorisé ; les autres, à des candidats sans étiquette approuvés par le parti. Yumjagiyn Tsedenbal, secrétaire général du comité central du parti, demeure premier ministre. |

### Juillet
| Date                 | Pays   | Élections    | Contexte | Résultats |
| -------------------- | ------ | ------------ | --- | --- |
| 12 juin au 2 juillet | Liban  | Législatives | | Les deux tiers des sièges sont remportés par des candidats sans étiquette. Saëb Salam (sans étiquette) devient premier ministre. |
| 20 juillet           | Ceylan | Législatives | Ces élections ont lieu quatre mois après les précédentes, qui n'avaient pas produit un gouvernement stable. Pour ce nouveau scrutin, le Parti de la liberté (social-démocrate) adopte la même position que le Parti national uni (conservateur) sur la présence de Tamouls d'origine indienne : il promet leur expulsion. | Alternance. Le Parti de la liberté, battu aux élections du mois de mars, remporte cette fois la moitié des sièges, ne manquant que d'un seul siège d'obtenir la majorité absolue. Sirimavo Bandaranaike (Parti de la liberté) devient première ministre. Elle devient ainsi la première femme au monde, de l'époque contemporaine, à être chef de gouvernement. |

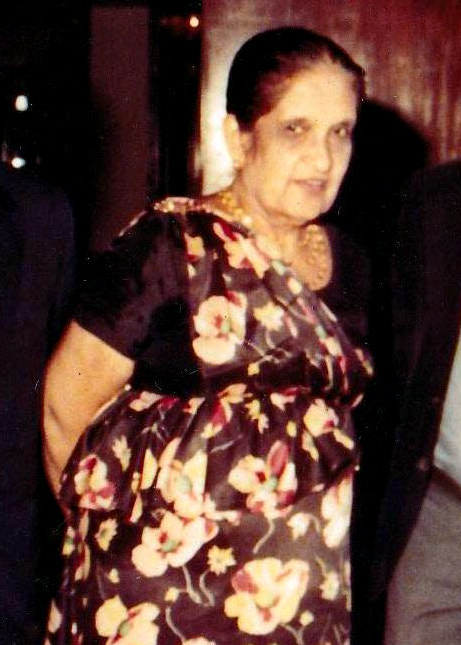
Sirimavo Bandaranaike, élue première ministre de Ceylan en juillet, est la première femme au monde à devenir cheffe d'un gouvernement national.

### Août
| Date    | Pays         | Élections    | Contexte | Résultats |
| ------- | ------------ | ------------ | --- | --- |
| 12 août | Corée du Sud | Législatives | Cette élection fait suite à la Révolution d'avril, qui a provoqué la chute du régime autoritaire de Syngman Rhee, et l'introduction d'un système de république parlementaire. | Alternance. Le Parti démocratique (conservateur) remporte une majorité absolue des sièges. Le Parti libéral (autoritaire, conservateur), parti du régime déchu, perd tous ses sièges sauf deux. Heo Jeong devient premier ministre. Le Parlement élit le démocrate Yun Boseon à la présidence de la République. |
| 30 août | Tanganyika   | Législatives | Ces élections constituent la mise en place d'un gouvernement autonome dans cette colonie britannique.                                                                         | L'Union nationale africaine (socialisme africain) remporte tous les sièges. Julius Nyerere devient premier ministre. Le pays obtient sa pleine indépendance le 9 décembre 1961. |

### Septembre
| Date         | Pays       | Élections    | Contexte                                                     | Résultats |
| ------------ | ---------- | ------------ | ------------------------------------------------------------ | --- |
| 4 septembre  | Madagascar | Législatives | Premières élections après l'indépendance du pays le 26 juin. | Le Parti social-démocrate remporte une majorité absolue des sièges. |
| 18 septembre | Suède      | Législatives |                                                              | Parlement sans majorité. Le Parti social-démocrate des travailleurs conserve la majorité relative, avec près de la moitié des sièges. Tage Erlander demeure premier ministre. |

### Octobre
| Date      | Pays                   | Élections      | Contexte | Résultats |
| --------- | ---------------------- | -------------- | --- | --- |
| 3 octobre | Brésil                 | Présidentielle | | Alternance. Jânio da Silva Quadros (Parti travailliste national : centriste, populiste), soutenu par deux autres partis conservateurs, est élu avec 48,3 % des voix devant deux autres candidats, dont Henrique Teixeira Lott (Parti social démocratique : conservateur) pour le gouvernement sortant. |
| 5 octobre | Union d'Afrique du Sud | Référendum     | Les citoyens sont invités à approuver ou refuser l'instauration d'une république, et donc la fin du statut du pays comme royaume du Commonwealth. Le gouvernement nationaliste afrikaner du premier ministre Hendrik Verwoerd souhaite rompre le lien symbolique avec la Couronne britannique. Seuls les blancs peuvent voter ; c'est la période de l'apartheid. | La proposition est approuvée par 52,3 % des votants. Le pays devient une république le 31 mai 1961, et quitte le Commonwealth des nations. |

### Novembre
| Date        | Pays             | Élections                      | Contexte                                                                                           | Résultats |
| ----------- | ---------------- | ------------------------------ | -------------------------------------------------------------------------------------------------- | --- |
| 8 novembre  | États-Unis       | Législatives et présidentielle | | Alternance à la présidence. John F. Kennedy (Parti démocrate : centre-gauche) est élu président avec 49,7 % du suffrage populaire, face notamment à Richard Nixon (Parti républicain : droite). Les démocrates conservent leur majorité absolue des sièges aux deux chambres du Congrès.                                                                                      |
| 15 novembre | Danemark         | Législatives                   | | Parlement sans majorité. Les Sociaux-démocrates conservent la majorité relative des sièges. Viggo Kampmann demeure premier ministre. |
| 20 novembre | Japon            | Législatives                   | | Le Parti libéral-démocrate (droite) conserve la majorité absolue des sièges. Hayato Ikeda demeure premier ministre. |
| 26 novembre | Nouvelle-Zélande | Législatives                   | | Le Parti national (conservateur) remporte une majorité absolue des sièges. Keith Holyoake devient premier ministre. |
| 27 novembre | Côte d'Ivoire    | Législatives et présidentielle | En application de sa nouvelle Constitution, la Côte d'Ivoire est désormais un État à parti unique. | Le Parti démocratique (conservateur, populiste), seul autorisé à présenter des candidats, remporte automatiquement tous les sièges à l'Assemblée nationale, avec officiellement un taux de participation de 95,9 %. Avec officiellement 98,8 % de participation à la présidentielle, Félix Houphouët-Boigny (Parti démocratique) est automatiquement élu avec 100 % des voix. |

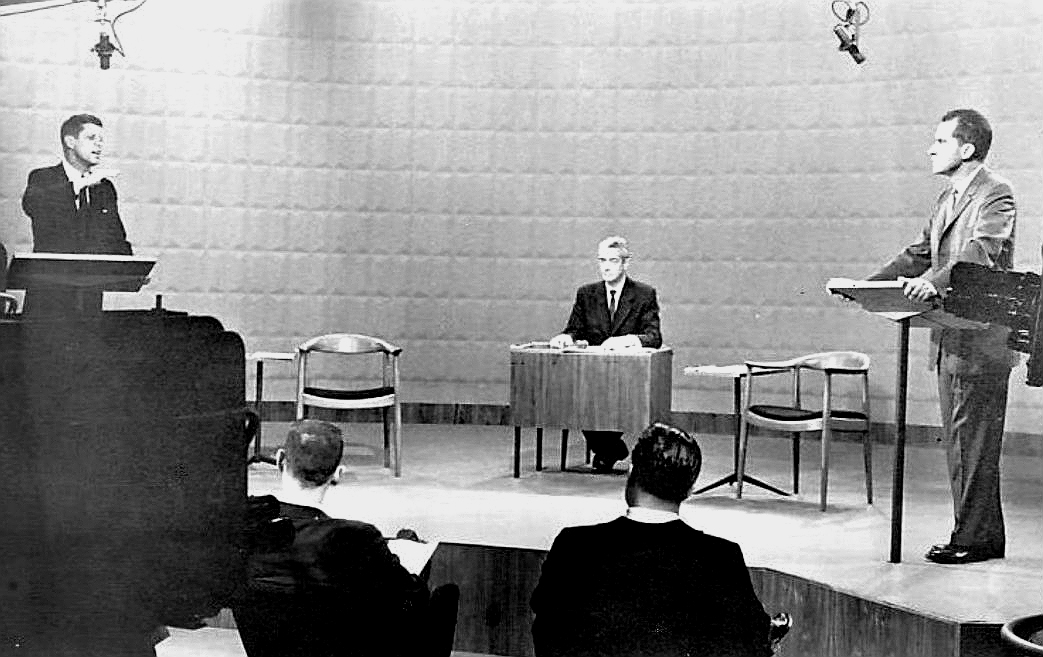
Aux États-Unis, débat entre les candidats John F. Kennedy et Richard Nixon en septembre, en amont de l'élection présidentielle en novembre.
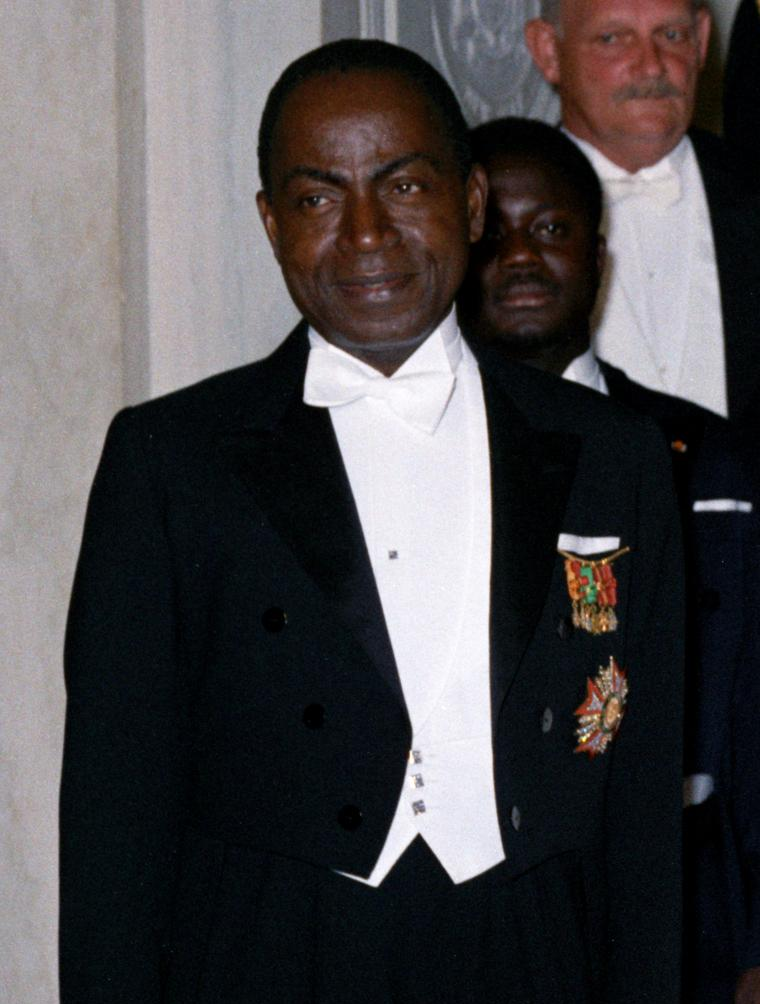
Félix Houphouët-Boigny, figure majeure de l'Afrique francophone, est élu président de Côte d'Ivoire en novembre, sans opposant. Il restera au pouvoir durant trente-trois ans.

### Décembre
| Date        | Pays    | Élections    | Contexte                                                      | Résultats |
| ----------- | ------- | ------------ | ------------------------------------------------------------- | --- |
| 11 décembre | Dahomey | Législatives | Premières élections après l'indépendance du pays le 1er août. | Le Parti de l'unité, qui disposait d'une majorité absolue au Parlement, remporte cette fois tous les sièges. En tant que chef du parti majoritaire, Hubert Maga devient président de la République. La fonction de premier ministre est abrogée. L'année suivante, le principal parti d'opposition est interdit, et le Dahomey devient un État à parti unique. |